# Maria Ortiz
Maria Ortiz (Vitória, 1603 — Vitória, 1646) fue una heroína brasileña del siglo XVII en la lucha contra el invasor holandés. Era una joven de origen español que vivía en la colonia portuguesa de la Capitanía del Espíritu Santo. A pesar de su importancia en la historia y la cultura de Espírito Santo, existen controversias sobre su existencia.

## La tradición
Según la tradición, se cree que Juan Orty y Ortiz y Carolina Darico llegaron a la capitanía de Espírito Santo, en Brasil, en 1601, en una de las inmigraciones promovidas por Felipe II de Portugal (o Felipe III, rey de España), quien, en la época de la Unión Ibérica (1580-1640), era soberano Portugal y sus colonias. La hija del matrimonio español, María Ortiz (o Urtiz), nació dos años después, el 14 de septiembre de 1603, en la aldea de Nossa Senhora da Vitória, hoy ciudad de Vitória. La familia vivía en la parte más estrecha de la ciudad, Ladera de Pelourinho -hoy Escadaria Maria Ortiz-, que era la vía de comunicación entre la parte baja y alta del pueblo, en una casa blanca, en cuya planta baja su padre comerciaba con vino y mantenía una taberna.
En una época en la que los Países Bajos (las Provincias Unidas) eran enemigos de España, reino cuya corona incluía al reino de Portugal, las colonias portuguesas se convirtieron en objetivo deseado por los holandeses. Estos emprendieron sucesivos ataques que comenzaron en Salvador, en 1624. El capitán holandés Piet Pietersz Heyn (1577-1629) desembarcó frente a Vitória, en marzo de 1625, esperando el momento adecuado para ocupar la ciudad. El pueblo comenzó a prepararse para resistir al invasor con las pocas fuerzas que tenía. El ataque decisivo se produjo el 14 de marzo, por la rampa de acceso a la parte alta del pueblo, que era Ladeira do Pelourinho.
Maria Ortiz tenía 21 años. La mañana del ataque, el padre de Maria, al salir de casa y cerrar la taberna para participar, como secretario de cámara, en una reunión de guerra convocada apresuradamente, había recomendado precaución a su esposa y a su hija. Finalmente, los invasores, luego de llegar a tierra, frente a Ladeira do Pelourinho, y ahuyentar la poca resistencia que encontraron, se lanzaron colina arriba, buscando llegar al palacio municipal, donde se encontraban los defensores y su armamento militar, para tomar posesión del pueblo y establecerse allí.
Pero, cuando llegaron a poco más de la mitad del emprendimiento, en un lugar donde la pendiente se iba estrechando, justo frente a la casa de Maria Ortiz, fueron sorprendidos por los ataques de la joven, quien les arrojó agua hirviendo, mientras animaba a los vecinos a tirar palos y piedras desde sus ventanas. Al mismo tiempo, Maria Ortiz, a gritos, animó a los de la parte alta a continuar la pelea. Mientras apremiaba a los soldados y al pueblo, con un tizón en la mano, prendió fuego a la pieza de artillería que estaba cerca de su casa, disparando contra los invasores. Los holandeses, sorprendidos y heridos, tuvieron que retirarse cuesta abajo, mientras los defensores, así alentados, les perseguían.
Pocos holandeses llegaron al barco sin daño y 38 de ellos murieron. La sorpresiva acción dio tiempo para que el donatario de la Capitanía de Espírito Santo, Francisco de Aguiar Coutinho, fortaleciera las defensas de la localidad, organizando personal militar y civil para un nuevo enfrentamiento. Sin embargo, los invasores derrotados, humillados y desanimados, zarparon casi de inmediato rumbo a Bahía.
La acción de aquella valiente joven fue tan decisiva que el donatario de la Capitanía la destacó en una carta-informe enviada, en junio de 1625, al Gobernador General del Brasil, Diogo Luis de Oliveira:

En el rechazo de los audaces invasores, es justo destacar la actitud de una joven que, astutamente, retrasó el acceso de los invasores a la parte alta del pueblo, que tenían como objetivo, permitiéndonos organizar, con los hombres y elementos que teníamos, la defensa desde el cuartel general. Esta joven se convirtió para todos nosotros en un ejemplo vivo de decisión, valentía y amor por la tierra. A ella le debemos este valioso servicio, sin el cual nuestra tarea sería mucho más difícil y dolorosa. Su decidido entusiasmo hizo vibrar el de los propios soldados, civiles y populares, en la defensa y persecución del atrevido y traicionero invasor

Finalmente, una vez expulsados los invasores de Espírito Santo, siguieron las celebraciones de la victoria. En el Senado de la Cámara, en sesión solemne, entre discursos y aclamaciones dirigidas al Rey Felipe II y a la fe católica, María Ortiz fue premiada, por su gesto heroico, con una corona de margaritas amarillas, colocada en su cabeza por su padre, el secretario Juan Orty y Ortiz.
Poco más se sabe sobre la vida de Maria Ortiz. Según Eurípedes Queiróz do Valle, la heroína murió en Vitória el 25 de mayo de 1646, antes de cumplir 43 años. En 1889, bajo la influencia de la escritora Peçanha Póvoa, el nombre de Ladeira do Pelourinho fue cambiado a Ladeira Maria Ortiz. Posteriormente, la cuesta se convirtió en escalera y conservó el mismo nombre que la heroína de Espírito Santo. Aún hoy, la escalera María Ortiz es la principal conexión entre la parte baja de la ciudad y la parte alta. Maria Ortiz también tomó el nombre de su escuela y, en la década de 1970, en una franja de terreno desocupada cerca del manglar, la historia de la heroína se perpetuó, una vez más, con el surgimiento de un barrio en Vitória, que también llevaba su nombre. y que hoy es una región residencial con más de 11.500 habitantes.

## Las controversias
La mayoría de los hechos que se registran en la tradición de Maria Ortiz provienen del informe del investigador Eurípedes Queiróz do Valle, quien supuestamente encontró un documento que presentaba detalladamente la historia de Maria Ortiz y los acontecimientos de la invasión holandesa de 1625. Eurípedes fue el único que vio tal documento, que nunca fue divulgado en su totalidad, ni fotografiado ni microfilmado. No existe ningún otro documento histórico, del siglo XVII o posterior, que mencione el nombre de María Ortiz, lo que sugiere que probablemente nunca existió.
Una de las controversias está ligada a que Eurípedes Queiróz do Valle afirma que el capitán donatario de Espírito Santo, Francisco de Aguiar Coutinho, envió una carta en 1625 narrando las gestas de María Ortiz al Gobernador General de Brasil, Diogo Luís de Oliveira. Pero resulta que Diogo de Oliveira estaba en Portugal en 1625 y solo asumió el cargo de gobernador general al año siguiente, 1626. Esto parece indicar que la carta antes mencionada es en realidad falsa.
Según investigaciones históricas más recientes, el primer autor que mencionó el nombre de Maria Ortiz fue José Marcellino Pereira de Vasconcellos, quien en 1858 (más de 200 años después de la lucha contra los holandeses) publicó el libro Ensaio sobre a História e Estatística da Província do Espírito Santo. Allí escribió:

Brito Freire menciona que el segundo día, cuando los holandeses llegaron a la quinta con mayor intrepidez, correrían mejor fortuna, si una mujer enérgica, parada en la ventana de una casa esperando la llegada del cacique, no echara una caldera de agua sobre él, 'agua hirviendo, lo que le hizo retroceder, y desanimó a su pueblo, declarando la victoria de los habitantes con la pérdida de 38 de los oponentes, que fueron muertos y 44 heridos. El nombre de esta mujer era Maria Urtiz.

Fue sólo después de esta publicación que el nombre de Maria Ortiz se hizo popular, apareciendo en otras obras de investigadores e historiadores de Espírito Santo, como Misael Penna (1878) y Basílio Daemon (1879), convirtiéndola en protagonista de la victoria contra los holandeses en 1625.

## Hechos Históricos
Lo que los documentos históricos muestran es que hubo un intento de invasión holandesa de Vitória en 1625. Sin embargo, los primeros documentos que hablan de esta lucha ni siquiera mencionan la participación de una mujer.
En 1626, el padre Antônio Vieira escribió Annua ou Annaes da Provincia do Brazil dos dous anos de 1624, e de 1625. En esta fuente portuguesa está escrito que:

En medio del humo, y el alboroto de los disparos, equiparon siete lanchas con lo mejor de los Soldados, y también de los Marineros: los cuales, abandonando las Naos, y saltando libremente en tierra, comenzaron a marchar hacia el puesto del Capitán Francisco de Aguiar Coitinho, que era también de la Villa, y Señor de la misma. Aquí había una roquera (no había otro en la Tierra), y tanto fue así que fue visto por los Enemigos, para evitar el peligro, rompieron las filas, y abrazándose todos a las paredes, continuaron su entrada.. Al ver esto, el enojado Cappitaõ ordenó prender fuego a la roca (lo cual no fue en vano), y luego saltó rápidamente de las trincheras, con algunos otros, que lo siguieron; conjeturaron’ los Hollandez, q. tanto espíritu fue confiado al poder mayor del Pueblo; y sin hacer muecas, dieron la espalda y depusieron las armas.

Del lado holandés, la primera obra que menciona el intento de invasión es la Historia o Annaes de las hazañas de la Compañía Privilegiada de las Indias Occidentales desde su inicio hasta el final de 1636, de Johannes de Laet, publicada en 1644. Allí, el autor escribe:

Habiendo metido a la gente en los botes, los dejaron para la nave almirante, desde donde todos juntos seguimos hasta tierra, y aquí se pusieron en orden de batalla. Pero como había poco espacio para acomodar a todos, el almirante avanzó un poco con ocho o diez filas. Los habitantes de esta plaza, avisados de la llegada de los nuestros, habían decidido resistir, y pusieron un mortero de bronce contra el camino por donde los nuestros debían entrar, y le dieron fuego, para que pudieran alcanzarnos. Al ver esto, el almirante saltó a un lado, refugiándose detrás de una casa, y tan pronto como sonó el disparo, apareció nuevamente, animando a su gente a atacar valientemente al enemigo; pero, como los oficiales y especialmente los capitanes no estaban todavía al frente, ni las filas dispuestas según el orden determinado, con casi todos los marineros delante, ya no hicieron caso a las voces, y fueron a valerse por sí mismos, temerosos de la artillería. El almirante trabajó con ellos para avanzar, pero sin dudarlo, mientras el miedo se extendía por sus pechos. Dieron la espalda en gran confusión y se retiraron a los barcos con la pérdida de ocho hombres y muchos otros heridos. Mientras huían, algunos arrojaron sus armas.

La primera vez que se menciona la participación de una mujer en este evento es en otra obra que narra los acontecimientos de la guerra entre portugueses y holandeses. Esta obra es Nova Lusitânia, História da Guerra Brasílica, publicada por Francisco de Britto Freire en 1675, 50 años después de la lucha de Vitória. Pese a ello, su libro es muy detallado sobre la guerra y es considerado una de las principales obras sobre el tema. Según Britto Freire,

Al regresar al día siguiente, para experimentar en el segundo combate el primer éxito, una portuguesa, eligió a Pérez [el almirante holandés Piet Pietersz Heyn] por la singularidad en la diferencia en el traje y lugar de la persona, para arrojarlo del arriba de la casa, una olla de agua hirviendo sobre su cabeza. Ningún brazo varonil puede molestarlo, y esa mano femenina lo molestó.

Años más tarde, lo mismo se narra en otra obra, Istoria delle guerre del regno del Brasil, que el sacerdote carmelita portugués João José de Santa Teresa publicó en italiano en Roma en 1698. El texto dice:.

Entonces Petrid [Piet Heyn] el afortunado se indignó y se sonrojó claramente ante la broma hecha allí por la mano de una portuguesa, que trepó por encima del muro y arrojó sobre él un caldero de agua pegajosa, que con risas de los sitiados, y de igual manera, lo acosó al extremo; Inmediatamente retiró el ejército y emprendió el viaje a Holanda. [Traducido del original italiano]

Así, ambas obras parecen utilizar el acontecimiento -una armada holandesa siendo derrotada por una portuguesa que arroja agua caliente o pegajosa desde lo alto de la pared de su casa- para humillar al almirante y al intento holandés, lo que no quiere decir que todo de hecho no sucediera. Sin embargo, aquí también destaca el hecho de que la mujer es considerada portuguesa y no se menciona su nombre, dando a entender que toda la tradición de Maria Ortiz y su historia fueron inventadas posteriormente, y probablemente no sean ciertas.

## Homenajes
- Da nombre a un barrio de Vitória.
- Da nombre a la Escalinata Maria Ortiz en el centro de Vitória.
- Da nombre a una escuela en el centro de Vitória, cuyo edificio está catalogado como patrimonio histórico[11]